# 12 Stones (álbum)
12 Stones es el álbum debut y homónimo de la banda de rock estadounidense 12 Stones, lanzado el 23 de abril de 2002 por Wind-up Records. Varios de los temas del disco han sido utilizados con propósitos promocionales por World Wrestling Entertainment. El álbum debutó en la Billboard 200 en el puesto número 147. Ha vendido, hasta febrero de 2009, 138 818 copias en los Estados Unidos.

## Lista de canciones
| N.º | Título                | Duración |  |
| 1.  | «Crash»               | 3:42     |  |
| 2.  | «Broken»              | 2:59     |  |
| 3.  | «The Way I Feel»      | 3:47     |  |
| 4.  | «Open Your Eyes»      | 3:11     |  |
| 5.  | «Home»                | 3:24     |  |
| 6.  | «Fade Away»           | 3:56     |  |
| 7.  | «Back Up»             | 3:57     |  |
| 8.  | «Soulfire»            | 2:54     |  |
| 9.  | «In My Head»          | 3:53     |  |
| 10. | «Running Out Of Pain» | 3:11     |  |
| 11. | «My Life»             | 3:04     |  |
| 12. | «Eric's Song»         | 3:23     |  |

## Sencillos
1. "Broken"
2. "The Way I Feel"
3. "Crash"

## Posicionamiento y certificaciones
| Lista (2002)               | Posición más alta |
| -------------------------- | ----------------- |
| Top Heatseekers            | 3                 |
| Top Contemporary Christian | 10                |
| Billboard 200              | 147               |

| Lista (2003)         | Posición más alta |
| -------------------- | ----------------- |
| Top Heatseekers      | 3                 |
| Top Christian Albums | 10                |